# Maggie Widstrand
Maggie Margareta Birgitta Widstrand, ursprungligen Margareta Birgitta Widstrand, född 28 maj 1963 i Sollentuna, är en svensk barn- och ungdomsrollsättare för film, TV och teater. Hon rollsatte sin första film, Hemligheten, 1989 och har sedan dess rollsatt över 200 filmer. Widstrand har haft ett nära och långtgående samarbete med Catti Edfeldt.
Widstrand tilldelades priset Gullspira vid Guldbaggegalan 2010 för sina enastående insatser inom barn- och ungdomsfilm. Hon har även rollsatt barn till Dramaten, Stockholms Stadsteater, Cirkus och en hel del reklamfilmer och några kort- och novellfilmer.

## Biografi
Maggie Widstrand växte upp i Sollentuna. Som barn spelade hon teater på Vår teater i Stockholm. Hon gick också på show- och dansskolor, en sommarskola i USA och senare teaterlinjen på Kulturama. Senare tog Widstrand anställning som fritidsledare på Matteusskolan i Vasastan. Där fick hon hålla i teatergruppen vilket blev en framgång. Teatergruppen gick under namnen Vasastans Musikalteater och därefter Unga teatern. Under den här tiden slogs Widstrand av att hon inte ville vara skådespelare utan istället arbeta bakom kulissen på något sätt.
Widstrand brevväxlade med Staffan Götestam om att arbeta med teater bakom kulisserna. 1987 fick Widstrand anställning som alltiallo bakom kulisserna i Götestams föreställning Bröderna Lejonhjärta på Göta Lejon i Stockholm. Hon medverkade också som figurant i olika scener och repeterade med barnskådespelarna, däribland Linus Wahlgren. Efter Lejonhjärta tog Widstrand anställning på Folkoperan för olika sysslor bakom scenen och deltog där på bland annat Barfotaliv av Georg Riedel. På de föreställningar Widstrand medverkade i blev det ofta så att hon fick arbeta med barnskådespelarna.
Efter ett tag blev Widstrand sugen på att arbeta med film. Under en föreställning träffade Widstrand den då elvaåriga Frida Hallgren som tidigare medverkat i ungdomsfilmen Det första äventyret som regisserades av Ralf Karlsson. Efter att ha skickat brev till Karlsson fick Widstrand komma på intervju med honom. Karlsson skulle 1990 regissera Hemligheten med Carl-Gustaf Lindstedt och Sif Ruud och många barn, något som passade Widstrand som fick ansvaret för att rollsätta barnen till filmen. Hon tog kontakt med den erfarne mångsysslaren inom film Catti Edfeldt för hjälp och guidning. Edfeldt och Widstrand kom att arbeta tillsammans flera år framöver.
2004 tilldelades Wistrand Plexidraken på Filmgalan på Göteborgsoperan för bästa rollsättare tillsammans med Mikael Håfström för deras insats i Ondskan. 2010 tilldelades Widstrand Gullspira vid Guldbaggegalan för sina enastående insatser inom barn- och ungdomsfilm med motiveringen "en oförtröttlig rollsättare som är barnen trogen". 2023 nominerades Widstrand till årets castare för sin insats i TV-serien Snabba cash men vann inte.

## Filmografi

### Rollsättare
- 1990 – Hemligheten
- 1991 – Önskas
- 1992 – Rederiet
- 1996 – Skuggornas hus
- 1998 – Glasblåsarns barn
- 1998 – Längtans blåa blomma
- 1999 – Tomten är far till alla barnen
- 1999 – Tsatsiki, morsan och polisen
- 2000 – Tillsammans
- 2000 – En häxa i familjen
- 2000 – Barnen på Luna
- 2000 – Den bästa sommaren
- 2001 – Agnes (TV-serie)
- 2002 – Det brinner! (TV-serie)
- 2002 – Hjälp! Rånare! (TV-serie)
- 2002 – Pappa polis (TV-serie)
- 2002 – Livet i 8 bitar
- 2003 – Vera med flera (TV-serie)
- 2003 – Ondskan
- 2003 – Misa mi
- 2003 – Solisterna (TV-serie) (TV-serie)
- 2003 – Elina - som om jag inte fanns
- 2003 – Tur & retur
- 2003 – Errol
- 2004 – Fröken Sverige
- 2005 – Det luktar Urban
- 2005 – Kim Novak badade aldrig i Genesarets sjö
- 2005 – Manderlay
- 2005 – Den bästa av mödrar
- 2005 – Percy, Buffalo Bill och jag
- 2005 – Wallander - Mörkret
- 2005 – Buss till Italien
- 2005 – Vinnare och förlorare
- 2005 – Van Veeteren - Münsters fall
- 2005 – Bang Bang Orangutang
- 2006 – Förortsungar
- 2006 – Offside
- 2006 – En uppstoppad hund
- 2006 – Kronprinsessan (TV-serie)
- 2006 – Beck - Skarpt läge
- 2006 – Van Veeteren - Svalan, katten, rosen, döden
- 2006 – En liten Tiger
- 2007 – Ett öga rött
- 2007 – Den nya människan
- 2007 – Nina Frisk
- 2007 – Allt om min buske
- 2007 – Daisy Diamond
- 2007 – Bror & syster
- 2008 – Maria Wern - Främmande fågel (TV-serie)
- 2008 – Ping-pongkingen
- 2008 – Vi hade i alla fall tur med vädret - igen
- 2008 – Honungsfällan
- 2008 – Låt den rätte komma in
- 2008 – Patrik 1,5
- 2008 – Allt flyter
- 2009 – Wallander - Cellisten
- 2009 – I skuggan av värmen
- 2009 – Flickan
- 2009 – Mannen under trappan
- 2009 – Superhjältejul (TV-serie)
- 2009 – I taket lyser stjärnorna
- 2009 – Wallander - Dödsängeln
- 2010 – Tusen gånger starkare
- 2011 – Kronjuvelerna
- 2011 – Arne Dahl: Misterioso
- 2011 – Hotell Gyllene Knorren – filmen
- 2012 – Hamilton 2 – men inte om det gäller din dotter
- 2012 – Dom över död man
- 2012 – Hypnotisören
- 2012 – Nobels testamente
- 2012 – Sune i Grekland
- 2012 – Isdraken
- 2012 – Cockpit
- 2013 – Tyskungen
- 2013 – Förtroligheten
- 2013 – Eskil och Trinidad
- 2013 – IRL
- 2013 – Lasse-Majas detektivbyrå - von Broms hemlighet
- 2013 – Monica Z
- 2013 – Mig äger ingen
- 2013 – Faro
- 2013 – Emil & Ida i Lönneberga
- 2013 – Vi är bäst!
- 2013 – Sune på bilsemester
- 2014 – Resan till Fjäderkungens rike
- 2014 – Krakel Spektakel
- 2014 – Pojken med guldbyxorna
- 2014 – Tommy
- 2014 – Sune i fjällen
- 2014 – Micke & Veronica
- 2014 – Turist
- 2014 – Lasse-Majas detektivbyrå – Skuggor över Valleby
- 2014 – Hemma
- 2014 – Min så kallade pappa
- 2014 – Hallåhallå
- 2015 – Lasse-Majas detektivbyrå - Stella Nostra
- 2015 – Så ock på Jorden
- 2015 – I nöd eller lust
- 2016 – Jag älskar dig - en skilsmässokomedi
- 2016 – Siv sover vilse
- 2016 – Pojkarna
- 2016 – Upp i det blå
- 2017 – Krig
- 2017 – Borg
- 2018 – Ensamma i rymden
- 2018 – Lasse-Majas detektivbyrå – Det första mysteriet
- 2018 – Ted – För kärlekens skull
- 2019 – Störst av allt (TV-serie)
- 2019 – Gösta (TV-serie)
- 2019 – Sune – Best man
- 2019 – Jag kommer hem igen till jul
- 2019 – Tills Frank skiljer oss åt
- 2019 – Lasse-Majas detektivbyrå – Tågrånarens hemlighet
- 2020 – Kalifat (TV-serie)
- 2020 – Björnstad (TV-serie)
- 2020 – Berts dagbok
- 2021 – Sune – Uppdrag midsommar
- 2021 – Eva & Adam
- 2021 – Vinterviken
- 2021 – En hederlig jul med Knyckertz (TV-serie)
- 2021 – Utvandrarna
- 2022 – Snabba cash (TV-serie)
- 2022 – Nattryttarna (TV-serie)
- 2022 – UFO Sweden
- 2023 – Barracuda Queens (TV-serie)
- 2023 – Nelly Rapp – Dödens spegel
- 2023 – Knyckertz & snutjakten
- 2023 – Familjen Andersson (TV-serie)
- 2023 – Taelgia (TV-serie)
- 2024 – Håkan Bråkan 2
- 2024 – Genombrottet (TV-serie)
- 2024 – Ronja Rövardotter (TV-serie)
- 2024 – Nova & Alice
- 2024 – Trolösa (TV-serie)
- 2024 – Sommarboken
- 2025 – Vi på Saltkråkan (TV-serie)
- 2026 – Skurkarnas skurk

### Teater
- 1987 – Bröderna Lejonhjärta (alltiallo)
- 1996 – Homo Sapiens[7] (regissör)
- 2012 – Fanny och Alexander[8] (rollsättning)

### Regiassistent
- 2005 – Bang Bang Orangutang
- 2012 – Sune i Grekland

### Guvernant
- 2015 – I nöd eller lust
- 2012 – Hamilton 2 – men inte om det gäller din dotter
- 1992 – Söndagsbarn